# Herestraat (Groningen)
De Herestraat in Groningen is de belangrijkste winkelstraat van de stad. De straat loopt van de zuidkant van de Grote Markt, kruist het Zuiderdiep en eindigt op het Hereplein. De straat bestaat zeker al sinds de tweede eeuw. De Herestraat ligt op een uitloper van de Hondsrug die verder doorloopt in de Oude Boteringestraat. Het hoogste punt ligt ongeveer op 8,4 meter boven NAP. Dit is vlak naast het hoogste punt van de noordelijke Hondsrug, in een zijstraatje van de Herestraat met de toepasselijke naam Hoogstraatje. Bij de kruising met het Gedempte Zuiderdiep is de hoogte nog maar +4,3 meter.
De naam Herestraat komt van Heirweg, de weg waarlangs het leger trok. De schrijfwijzen Heerestraat en Herestraat komen nog steeds naast elkaar voor.
Oorspronkelijk werd de straat afgesloten door de Herepoort. De oudste Herepoort zou al in 1010 gebouwd zijn, nog voor de eerste schriftelijke vermelding van Groningen uit 1040. De locatie van de eerste poort is in 1995 weergegeven in de straat. De latere Herepoort stond ter hoogte van het Hereplein en staat tegenwoordig in de tuin van het Rijksmuseum Amsterdam. Sommige Stadjers willen dat de poort weer naar hun stad komt.
De straat was lange tijd een voorname woonstraat. Pas rond 1900 veranderde de Herestraat in een winkelstraat. Tot in de jaren zestig van de twintigste eeuw reden trams en trolleys door de straat. Vrij snel na het verdwijnen van de trolley uit Groningen werd de straat in 1968 het eerste voetgangersgebied in de stad. Tussen 1962 en 1996 liep de straat uit op de trappen van het Nieuwe Stadhuis. Sinds de sloop daarvan loopt de straat door in de Waagstraat, zoals dat tot 1945 ook was.

## Trivia
- De Heerestraat is een van de straten in de Nederlandse versie van Monopoly. Omdat er ook een kanskaart van de Heerestraat (ga verder naar de Heerestraat) is, is het een aantrekkelijke straat om in bezit te hebben.
- Uit onderzoek van DTZ Zadelhoff bleek dat met een gemiddelde van 52.000 bezoekers per dag de Herestraat de op een na drukste winkelstraat van Nederland was.[2]

## Monumenten
De Heerestraat is steeds een van de voornaamste straten van de stad geweest. Het is echter ook een winkelstraat, waardoor veel panden zijn verbouwd. Desondanks staan er nog 11 rijks- en 35 gemeentelijke monumenten aan de Heerestraat:
| Adres                                            | Bouwjaar     | Beschrijving | Monument  | Afbeelding |
| ------------------------------------------------ | ------------ | --- | --------- | ---------- |
| Herestraat 1                                     | 1865         | | RM 485759 |            |
| Herestraat 2                                     |              | | GM 103761 |            |
| Herestraat 4                                     | 17e/18e eeuw | Oorspronkelijk woonhuis, nu winkel met bovenwoning, drielaags pand, onderkelderd, onder zadeldak met schildeind | GM 102296 |            |
| Herestraat 7                                     | 1912         | Winkelpui met onderdoorgang (Koude Gat), ontworpen door J.L. van Wissen                                         | RM 485767 |            |
| Herestraat 9-11/Koude Gat                        | 14e/16e eeuw | Samengesteld pand, muurwerk uit 14e eeuw, eikenhouten vloer in Koude Gat 16e eeuw                               | GM 102296 |            |
| Herestraat 12                                    |              | | GM 102298 |            |
| Herestraat 13                                    | 15e eeuw     | Tweelaags met kap, geheel onderkelderd, voor locatie relatief breed pand. Huidige voorgevel 17e eeuw            | RM 18497  |            |
| Herestraat 14                                    | 14e/15e eeuw | Drielaags pand, huidige voorgevel 1927 na verbouwing ontworpen door A.Th. van Elmpt                             | GM 102299 |            |
| Herestraat 15                                    |              | | GM 102272 |            |
| Herestraat 17                                    |              | | GM 102273 |            |
| Herestraat 19                                    |              | | GM 102274 |            |
| Herestraat 20                                    | 1908         | P.M.A. Huurman                                                                                                  | GM 102300 |            |
| Herestraat 21                                    |              | | GM 102275 |            |
| Herestraat 22                                    |              | | GM 102301 |            |
| Herestraat 23                                    |              | | GM 102276 |            |
| Herestraat 24                                    |              | | GM 102302 |            |
| Herestraat 25                                    |              | | GM 102277 |            |
| Herestraat 26                                    | 1893         | Voormalig Café Suisse ontworpen door P.M.A. Huurman                                                             | RM 485779 |            |
| Herestraat 28                                    |              | | RM 18498  |            |
| Herestraat 30                                    |              | | RM 18499  |            |
| Herestraat 31                                    |              | | GM 102279 |            |
| Herestraat 33                                    |              | | GM 102280 |            |
| Herestraat 34                                    |              | | GM 102306 |            |
| Herestraat 35                                    |              | | GM 102268 |            |
| Herestraat 40 Hoek Herestraat/Hoogstraatje       |              | | RM 18500  |            |
| Herestraat 42                                    |              | | GM 102310 |            |
| Herestraat 43                                    |              | | GM 102285 |            |
| Herestraat 50                                    | 13e/14e eeuw | Onderkelderd drielaags diephuis met schilddak, voorhuis met smaller achterhuis                                  | GM 102313 |            |
| Herestraat 52                                    | 1892         | P.M.A. Huurman                                                                                                  | RM 484785 |            |
| Herestraat 56                                    |              | | GM 102314 |            |
| Herestraat 58                                    | 1926         | P.M.A. Huurman                                                                                                  | GM 102315 |            |
| Herestraat 59                                    |              | | GM 102286 |            |
| Herestraat 60                                    |              | | GM 102316 |            |
| Herestraat 63                                    |              | | GM 102287 |            |
| Herestraat 67                                    |              | | GM 102288 |            |
| Herestraat 69                                    |              | | RM 485773 |            |
| Herestraat 82                                    |              | | GM 107880 |            |
| Herestraat 83 De Faun                            |              | | GM 102289 |            |
| Herestraat 84                                    |              | | GM 102320 |            |
| Herestraat 88                                    |              | | RM 18501  |            |
| Herestraat 89 Hoek Zuiderdiep                    |              | | GM 102054 |            |
| Herestraat 101                                   | 1903         | A.T. van Elmpt                                                                                                  | GM 102293 |            |
| Herestraat 105-107                               |              | | GM 102294 |            |
| Herestraat 106 Bankgebouw, hoek Herebinnensingel | 1928         | A.T. van Elmpt                                                                                                  | RM 485797 |            |
| Herestraat 109                                   |              | | GM 104400 |            |
| Herestraat 111                                   |              | | GM 108384 |            |
| Herestraat 113                                   |              | | GM 104401 |            |

Achter de Muur · 
Akerkhof · 
Akerkstraat · 
Broerstraat · 
Brugstraat ·
Bruine Ruiterstraat ·
Burchtstraat · 
Butjesstraat ·
Carolieweg ·
Coehoornsingel · 
Donkersgang · 
Driften · 
Emmaplein · 
Folkingestraat · 
Folkingedwarsstraat ·
Ganzevoortsingel · 
Gasthuisstraatje ·
Gedempte Kattendiep ·
Gedempte Zuiderdiep ·
Gelkingestraat ·
Grote Kromme Elleboog ·
Grote Markt ·
Guldenstraat ·
Guyotplein ·
Haddingestraat ·
Haddingedwarsstraat ·
Hardewikerstraat ·
Hereplein · 
Herebinnensingel ·
Heresingel ·
Herestraat ·
Hoekstraat ·
Hofstraat ·
Hoge der A ·
Hoogstraatje ·
Jacobijnerstraat ·
Kleine der A ·
Kattenhage ·
Kleine Kromme Elleboog ·
't Klooster ·
Kostersgang ·
Koude Gat ·
Kreupelstraat ·
Kwinkenplein ·
De Laan ·
Lage der A ·
Lopende Diep ·
Lutkenieuwstraat ·
Marktstraat ·
Martinikerkhof ·
Munnekeholm ·
Muurstraat ·
Naberstraat ·
Nieuwe Boteringestraat ·
Nieuwe Ebbingestraat ·
Nieuwe Kerkhof ·
Nieuwe Kijk in 't Jatstraat ·
Nieuwe Markt ·
Nieuwstad ·
Noorderhaven ·
Oosterstraat ·
Ossenmarkt ·
Oude Boteringestraat ·
Oude Ebbingestraat ·
Oude Kijk in 't Jatstraat ·
Papengang ·
Pausgang · 
Pelsterstraat ·
Peperstraat ·
Poelestraat ·
Praediniussingel ·
Rademarkt ·
Radesingel ·
Reitemakersrijge ·
Rode Weeshuisstraat ·
Schoolstraat · 
Schoolholm · 
Schuitemakersstraat ·
Schuitendiep · 
Sieboldsgang · 
Singelstraat · 
Sint Jansstraat ·
Sint Walburgstraat ·
Spilsluizen ·
Stationsstraat ·
Steentilstraat ·
Stoeldraaierstraat · 
Torenstraat · 
Turfstraat ·
Turfsingel ·
Turftorenstraat ·
Ubbo Emmiussingel ·
Vismarkt ·
Visserstraat ·
Waagstraat ·
Zoutstraat ·
Zwanestraat